# Isernhagen
Isernhagen este o comună din landul Saxonia Inferioară, Germania.
1. ↑  Das Ergebnis steht fest: Tim Mithöfer (CDU) wird neuer Bürgermeister in Isernhagen (în germană), Hannoversche Allgemeine Zeitung, 26 septembrie 2021
2. ↑  Alle politisch selbständigen Gemeinden mit ausgewählten Merkmalen am 31.12.2018 (4. Quartal) (în germană), Statistisches Bundesamt[*], arhivat din original la 10 martie 2019, accesat în 10 martie 2019